# Kudrinszkaja téri épület
A Kudrinszkaja téri épület (oroszul: Жилой дом на Кудринской площади) egy sztálinista stílusban épült toronyház Moszkva belvárosában, egyike a Hét nővér néven ismert szovjet felhőkarcolóknak. Lakóépületként funkcionál.

## Története
Az épületet Mihail Poszohin és Asot Mdojanc tervezték. Az építését 1950-ben kezdték meg az akkori Felkelés téren (ma Kudrinszkaja tér), és 1954-re készült el. A befejezett hét nővér közül ez készült el legutoljára. Eredetileg a Szovjetunió politikai elitjének tagjai számára építették. Napjainkban tehetős orosz állampolgárok lakják.

## Építészeti jellemzők
Az épületnek 22 szintje van (ebből 17 használható), teljes magassága 160 méter. A felhőkarcoló tetején 30 méteres csúcsdísz található, amely egy ötágú csillagban végződik. Az épület oldalsó tömbjei alacsonyabbak mint a központi tömb.

## Fordítás
- Ez a szócikk részben vagy egészben  a   Kudrinskaya Square Building című angol Wikipédia-szócikk ezen változatának fordításán alapul.  Az eredeti cikk szerkesztőit annak laptörténete sorolja fel. Ez a jelzés csupán a megfogalmazás eredetét és a szerzői jogokat jelzi, nem szolgál a cikkben szereplő információk forrásmegjelöléseként.